# Zapotlán del Rey
Zapotlán del Rey es una localidad del estado mexicano de Jalisco. Es la cabecera del municipio de Zapotlán del Rey.

## Demografía
| Gráfica de evolución demográfica |
|                                  |

| Censo | Población |
| ----- | --------- |
| 1900  | 1 120     |
| 1910  | 971       |
| 1921  | 1 039     |
| 1930  | 1 168     |
| 1940  | 1 640     |
| 1950  | 1 533     |
| 1960  | 1 821     |
| 1970  | 2 252     |
| 1980  | 2 466     |
| 1990  | 2 747     |
| 2000  | 2 746     |
| 2010  | 3 280     |
| 2020  | 3 330     |